# Paseo del Bicentenario (Concepción)
El Paseo del Bicentenario es una calle de Concepción, Tucumán, Argentina. Esta discurre sobre el recorrido de las viejas vías del Ferrocarril Belgrano, conectando las calles Shipton y 24 de septiembre de la localidad mencionada.

## Historia
En ocasión del Bicentenario de la Independencia Argentina, se planificó crear una arteria vehicular sobre las vías del Ramal CC16 del Ferrocarril Belgrano. Esto se dio con la iniciativa de mejorar el tránsito y la seguridad en la zona y urbanizar el espacio.Por ello las obras comenzaron en abril del 2016, siendo inaugurada el 20 de diciembre del mismo año por el ministro de gobierno y justicia Regino Amado, el intendente Roberto Antonio Sánchez, funcionarios y vecinos de la ciudad.
La calle corre en sentido norte sur y sur norte, permitiendo conectar la Ruta Nacional 38 con la Plaza Mitre. Se encuentra adoquinada en toda su extensión, con iluminación led y arbolado en sus veredas. Además, cercana a la calle, se estableció la feria franca municipal sobre el predio de la exestación de ferrocarril.